# 琉智
琉 智（りゅう さとし、1949年 - ）は、日本の歌手。沖縄県出身。
5歳から18歳まで沖縄市で育つ。高校2年の夏、歌手になると決心し、高校卒業と同時に上京した。21歳の時「あじさい色の雨がふる」で全国デビューし、この曲は沖縄で1万枚のレコードセールスを記録した。また、RBCラジオリクエスト曲週間ランキング1位になった。
上京後は赤坂にてクラブ「マロオド」のオープンステージオーナーとして音楽活動に従事していたが、1994年に父親の死去により26年暮らした東京から沖縄に帰る。その後は沖縄市にて「琉智歌謡スタジオ」を主宰し、生徒の歌唱指導を行いながらオリジナル曲を発表した。2010年5月発表の「時は昭和の真ん中で」は、RBCラジオの番組『団塊花盛り』で多く取り上げられた。2011年6月に発表されたアルバム「琉智ベストセレクト9」は、これまでの作品から7曲を再録し、未発表作品2曲とあわせて9曲が収録されている。
2011年11月16日には、デビュー40周年記念コンサート「琉智一人語り」を沖縄市のコリンザ内の沖縄市民小劇場あしびなーで行った。